# Отеро, Хуан Ферней
Хуан Ферней Отеро Товар (исп. Juan Ferney Otero Tovar; род. 26 мая 1995 года, Сипи, Колумбия) — колумбийский футболист, нападающий клуба «Америка» (Мехико). Выступает за испанский «Спортинг Хихон» на правах аренды.

## Клубная карьера
Отеро — воспитанник клуба «Форталеса Сипакира». 28 июля 2014 года в матче против «Санта-Фе» он дебютировал в Кубке Мустанга. По итогам сезона «Форталеса» вылетала из высшего дивизиона, но Отеро остался в команде. 24 февраля 2015 года в поединке против «Америки» Кали збил свой первый гол за клуб из Сипакира.
Летом 2015 года перешёл на правах аренды в испанский «Депортиво Ла-Корунья», но играл только за дублирующую команду.
В начале 2017 года вновь был отдан в аренду. Его новым клубом стал аргентинский «Эстудиантес». 10 марта в матче против «Велес Сарсфилд» он дебютировал в аргентинской Примере. 15 марта в поединке Кубка Либертадорес против бразильского «Ботафого» Отеро забил свой первый гол за «Эстудиантес». Летом клуб выкупил трансфер футболиста.
Летом 2018 года Отеро перешёл во французский «Амьен». Сумма трансфера составила 2,1 млн евро.
4 января 2021 года подписал контракт с мексиканский клубом «Сантос Лагуна».

## Карьера в сборной
В 2015 году в составе молодёжной сборной Колумбии Отеро занял второе место на молодёжном чемпионате Южной Америки в Уругвае. На турнире он принял участие в матчах против команд Чили, Перу, Парагвая, Аргентины, Венесуэлы и Бразилии. В поединке против чилийцев забил гол.
Летом того же года Отеро принял участие в молодёжном чемпионате мира в Новой Зеландии. На турнире он сыграл в матчах против сборных Катара, Португалии и Сенегала.

## Достижения
Колумбия (до 20)
- Серебряный призёр чемпионата Южной Америки по футболу среди молодёжных команд: 2015